# Roura
Roura ist eine französische Gemeinde mit 3382 Einwohnern (Stand 1. Januar 2022) im Übersee-Département Französisch-Guayana, das im Norden Südamerikas liegt.

## Geografie
Roura liegt im Norden von Französisch-Guayana, 27 Kilometer südlich der Hauptstadt Cayenne. Das Gemeindegebiet umfasst nebst der Hauptsiedlung Roura, die am Oyack liegt, den Unterlauf des Flusses Comté, der in den Ästuar Mahury mündet, noch die Siedlung Cacao, die überwiegend von Hmongs bewohnt ist. Diese kamen im Zuge der Kolonialisierung aus Indochina, einer ehemaligen französischen Kolonie, als Flüchtlinge nach Französisch-Guayana.
Am Ufer des Oyack und des Mahury befinden sich noch zahlreiche weitere kleinen Siedlungen, dies sind unter anderem Favard, Dacca und Fourgassié.

## Geschichte
Die Stadt Roura wurde 1675 von Jesuiten gegründet. Im Jahr 1786 versuchte der Marquis de Lafayette eine frühe Emanzipation der Sklaven, indem er kleinbäuerliche Landwirtschaft auf der Savanne Gabriel in der Nähe von Roura erlaubte. Das Experiment scheiterte und wurde 1796 aufgegeben. Zwischen 1809 und 1817 wurde Roura von den Portugiesen erobert und Teil von Brasilien. Im Jahr 1848 wurde die Sklaverei auf der Insel abgeschafft.
Im Jahr 1977 wurde das Dorf Cacao für Hmong-Bauern gegründet. Die Bevölkerung bestand aus Flüchtlingen aus Laos, die in Französisch-Guayana angesiedelt wurden. Sie ließen sich hier nieder, da die Lebens- und Arbeitsbedingungen ihrer Heimat ähnelten.

## Bevölkerung
Die Bevölkerung von Roura ist durchmischt aus zahlreichen ethnischen Gruppen, die aus verschiedenen Gründen nach Französisch-Guayana einwanderten. Nebst den Kreolen, die die Mehrheit der Bevölkerungszahl ausmachen, und den Hmongs in der Siedlung Cacao leben auf dem Gemeindegebiet von Roura indigene Palikuren sowie weitere Minderheiten aus Hawaii und Laos.

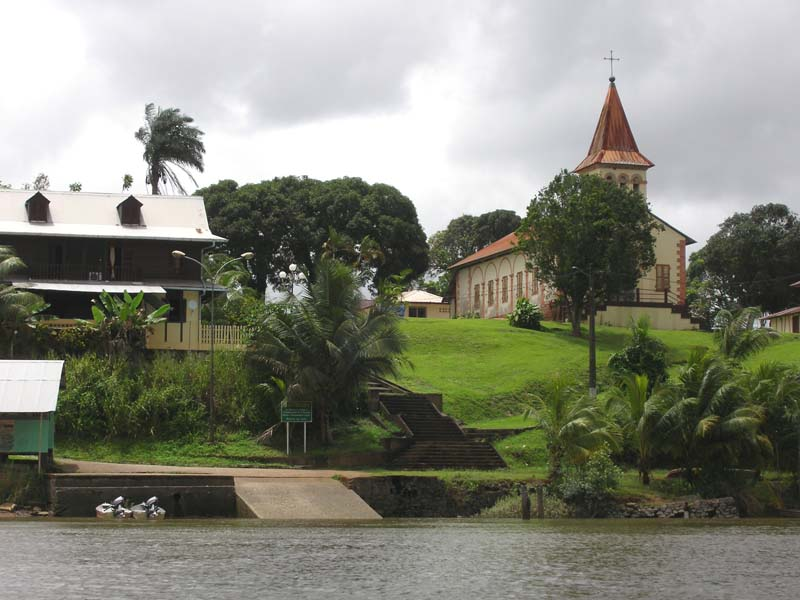
Roura am Fluss Oyack
… nahe dem Ortskern
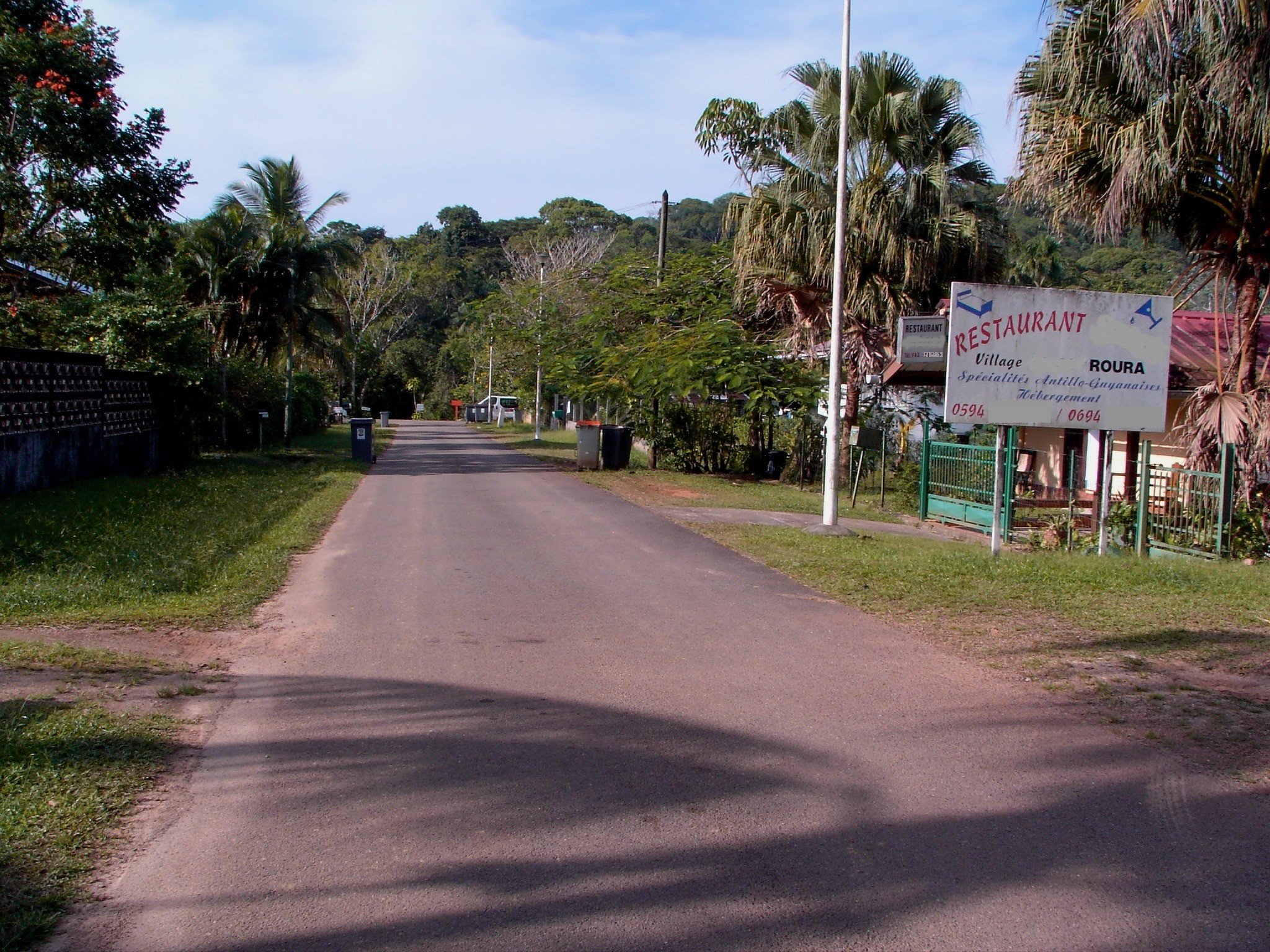
Blick auf eine typische Dorfstraße nahe einem kreolischen Spezialitäten-Restaurant
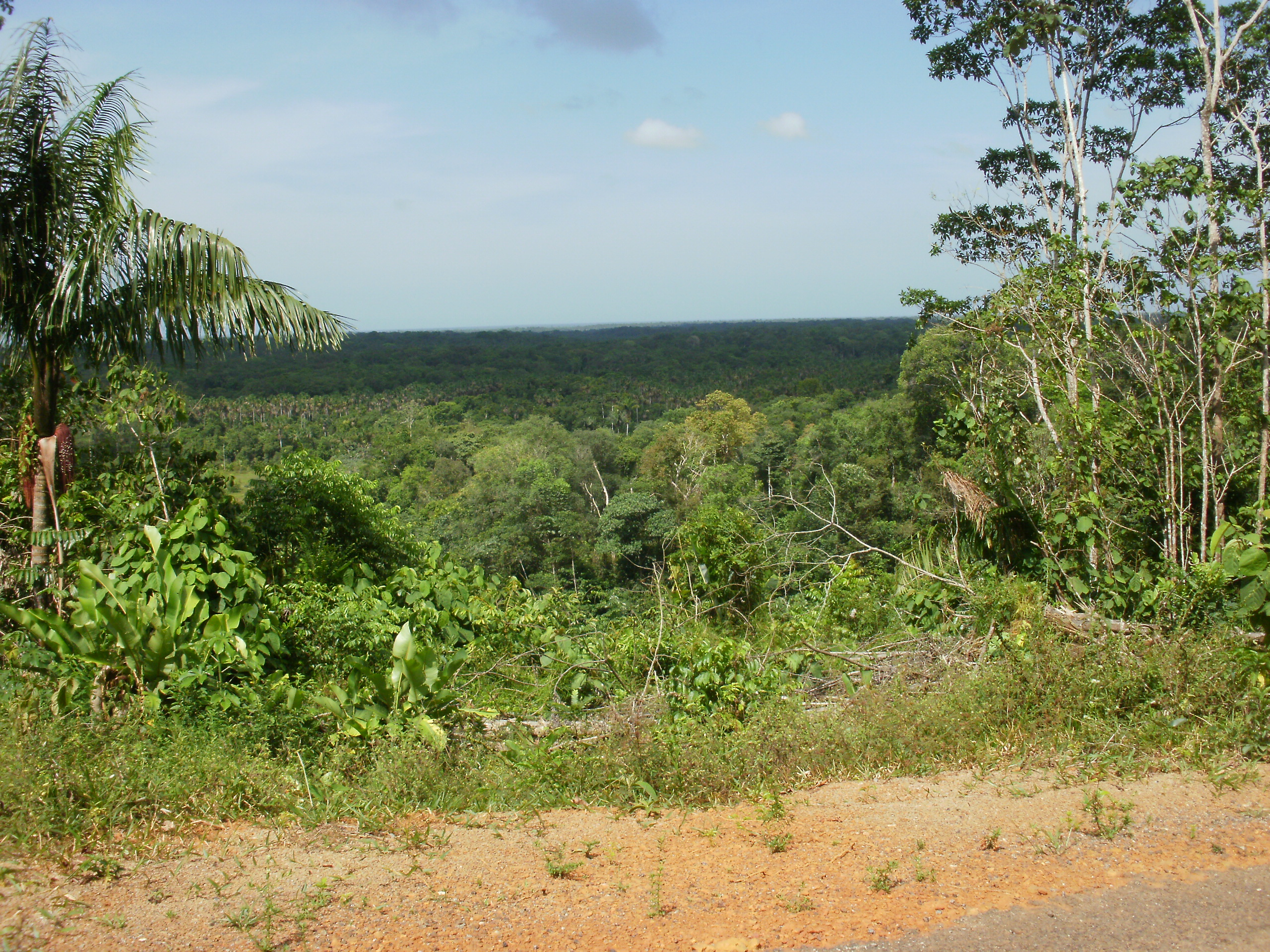
Tropischer Regenwald bei Roura